# Etmopterus hillianus
Etmopterus hillianus är en hajart som först beskrevs av Felipe Poey 1861.  Etmopterus hillianus ingår i släktet Etmopterus och familjen lanternhajar. IUCN kategoriserar arten globalt som livskraftig. Inga underarter finns listade i Catalogue of Life.